# Stevenia
Stevenia é um género botânico pertencente à família Brassicaceae.